# Шахна, Шалом
Шалом Шахна (1495 г., שלום שכנא מלובלין , Люблин — 1558 г., Люблин) — раввин, талмудист, педагог и общественный деятель люблинской еврейской общины.

## Биография
Шалом Шахна родился в 1495 году в Люблине в семье Йоски Шахны, который был личным банкиром польского короля Сигизмунда I. Образование получил в Праге, после чего вернулся в Люблин, где до самой смерти служил раввином в местной еврейской общине. В исследовании Талмуда Шалом Шахна был последователем Яакова Поллака.
В 1515 году Шалом Шахна основал в Люблине иешиву, в которой занимался преподавательской деятельностью. Люблинская иешива в 1567 году была признана высшим учебным заведением. Самым известным его учеником был Мойша Иссерлес, будущий раввин и талмудист в краковском Казимеже.
Шалом Шахна умер в 1558 году и был похоронен на старом кладбище в Люблине. Надгробие могилы Шалома Шахны сохранилось до нашего времени и находится на старом кладбище.
После смерти Шалома Шахны руководителем люблинской иешивы стал Соломон Лурия.

## Сочинения
Шалом Шахна написал трактат «Pesachim be-Inyan Kiddushin».

## Источник
- Shakna, Shalom/ Jewish Encyclopedia, 1906 Архивная копия от 13 ноября 2012 на Wayback Machine  (англ.)
- The Virtual Jewish History Tour: Lublin Архивная копия от 20 ноября 2016 на Wayback Machine  (англ.)